# Palazzo delle Congregazioni
El Palazzo delle Congregazioni (en español, Palacio de las Congregaciones) es un palacio monumental de Nápoles, Italia, ubicado en la Piazza del Gesù Nuovo, en pleno centro histórico de la ciudad.
Junto a la Iglesia del Gesù Nuovo y a la Casa Profesa, forma parte de la llamada insula gesuitica, es decir, el complejo de la Compañía de Jesús, que se instaló en el Palazzo Sanseverino en 1584.

## Historia
El Palacio fue proyectado como sede de las varias congregaciones seculares dirigidas por los jesuitas. Su construcción empezó en 1592.
Según Carlo Celano, autor de un minucioso catálogo de los monumentos napolitanos, originalmente el Palacio albergaba cinco Oratorios o Congregaciones:
- Oratorio dei Nobili o dei Cavalieri (Oratorio de los Nobles o de los Caballeros);
- Oratorio dei Ragazzi nobili (Oratorio de los Chicos Nobles);
- Oratorio degli Artigiani, posteriormente llamado Oratorio delle Dame (Oratorio de los Artesanos o de las Damas);
- Oratorio dei Dottori e dei Mercanti (Oratorio de los Doctores y de los Mercaderes);
- Oratorio dei Borghesi (Oratorio de los Burgueses).

Desde 1888, alberga el Liceo Antonio Genovesi.

## Descripción

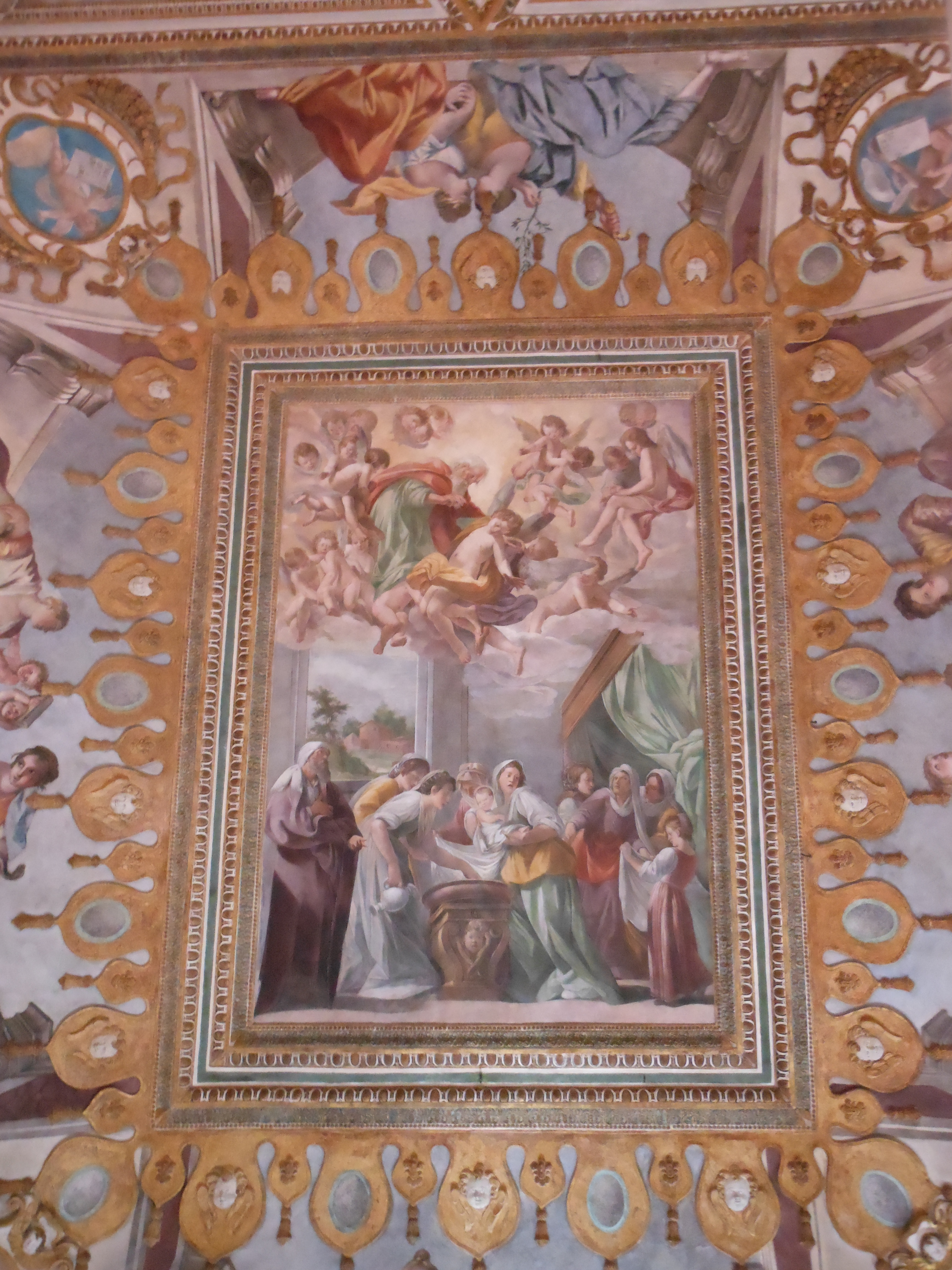
Battistello Caracciolo, Natività della Vergine con l'Eterno Padre, ca. 1635, Oratorio de los Nobles.

Hasta finales del siglo XIX, el Palacio presentaba un solo piso y una fachada muy sencilla, como evidencian grabados y litografías de los siglos pasados. Con la ampliación del edificio, la fachada fue renovada con motivos neorrománicos.
Antes de la renovación, las dos portadas estaban rematadas por tímpanos. La primera portada es el acceso al Liceo Antonio Genovesi, que ocupa la mayor parte del edificio; la otra da acceso al patio interior, en el que se asoma el transepto izquierdo de la Iglesia del Gesù Nuovo recubierto de almohadillas. A través del patio se puede acceder al instituto Ugo Foscolo.
En el vestíbulo de entrada, a la derecha, se puede acceder al Oratorio de los Mercaderes, aún propiedad de los jesuitas y llamado Sala Valeriano, ya que Giuseppe Valeriano fue el arquitecto que convirtió el Palazzo Sanseverino en la Iglesia del Gesù Nuovo.
En el interior del Liceo, a lo largo del hueco de la escalera se encuentra un monumento a los caídos de la Primera Guerra Mundial que estudiaron en este colegio: entre ellos, el escritor-soldado Enzo Petraccone y el aviador Ugo Niutta, al que fue dedicado el Aeropuerto de Nápoles-Capodichino. El monumento está adornado con fusiles y cascos de aquella época.
Los ambientes históricos sobrevivientes son el Oratorio de los Nobles, con su sacristía, y el Oratorio de las Damas. Su restauración se completó en 2012. También se pueden mencionar las llamadas "salas del almohadillado" (sale del bugnato), es decir dos aulas que presentan en el lado derecho el peculiar almohadillado de la fachada de la Iglesia del Gesù Nuovo.

### Sacristía del Oratorio de los Nobles

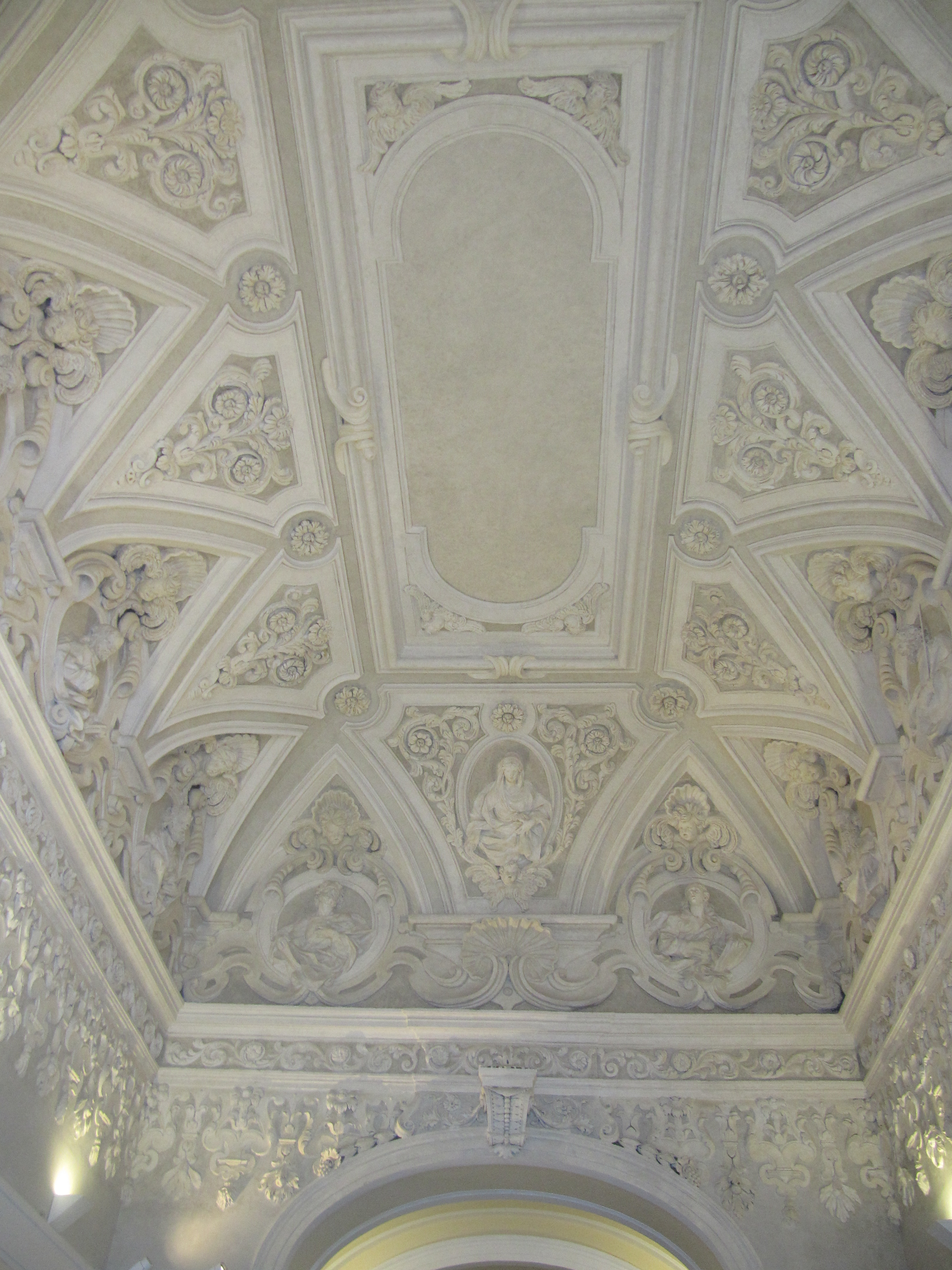
Los estucos barrocos de la sacristía del Oratorio de los Nobles, actualmente vestíbulo del Liceo Antonio Genovesi.

Es el primer ambiente que se encuentra al atravesar la portada del Liceo Antonio Genovesi, del cual actualmente es el vestíbulo. La decoración fue realizada en 1692 por Simone Mano con proyecto de Giovan Domenico Vinaccia, quien diseñó los bustos de Cristo, María y los Apóstoles rodeados por una rica franja de estucos ornamentales.
En la pared izquierda se encuentra el busto de Antonio Genovesi, colocado en 1905, y una placa de bronce con el llamado "Boletín de la Victoria" del general Armando Diaz de la Primera Guerra Mundial. En la pared derecha hay una lápida que recuerda a Giuseppe Orsi y Giuseppe Fiorentino, héroes de la guerra ítalo-turca y exestudiantes del Liceo.

### Oratorio de los Nobles
El Oratorio de los Nobles es el segundo ambiente que se encuentra: hay frescos realizados por Giovanni Lanfranco a partir de 1646, representando la Anunciación y a los santos Pedro y Pablo, Jenaro, Nicolás, María Magdalena y María Egipcíaca. En el centro del techo se encuentra un impresionante fresco enmarcado, dedicado a la Natividad de María, obra de Battistello Caracciolo, realizado entre 1625 y 1630 y rodeado de figuras alegóricas.
En la actualidad, el Oratorio de los Nobles sirve de aula magna del Liceo.

### Oratorio de las Damas
En el Oratorio de las Damas, que será la biblioteca del Liceo, hay frescos en la bóveda realizados por Belisario Corenzio alrededor de 1640. Los frescos están divididos en paneles que cubren todo el techo; los de tamaño mayor representan escenas de la historia de María: la Natividad, la Coronación y la Inmaculada Concepción. En las lunetas, están representadas otras escenas de la vida de la Virgen. Finalmente, los putti colocados en algunos tondos y unas figuras simbólicas exaltan las Virtudes de la Virgen.